# Ofrena de Flors
|  | Per a altres significats, vegeu Ofrena. |

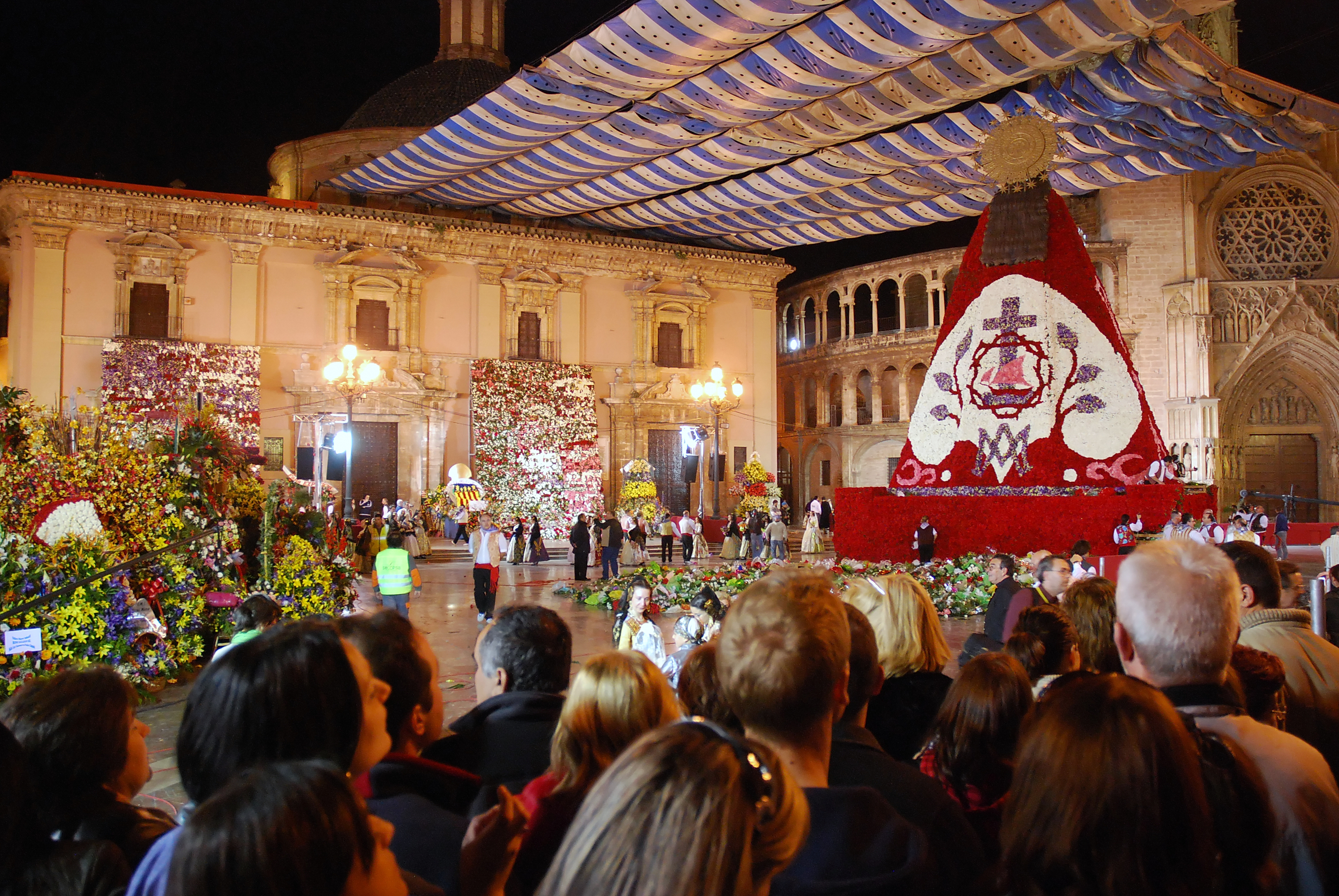
Representació feta amb flors per a l'ofrena de falles de la Mare de Déu dels Desamparats

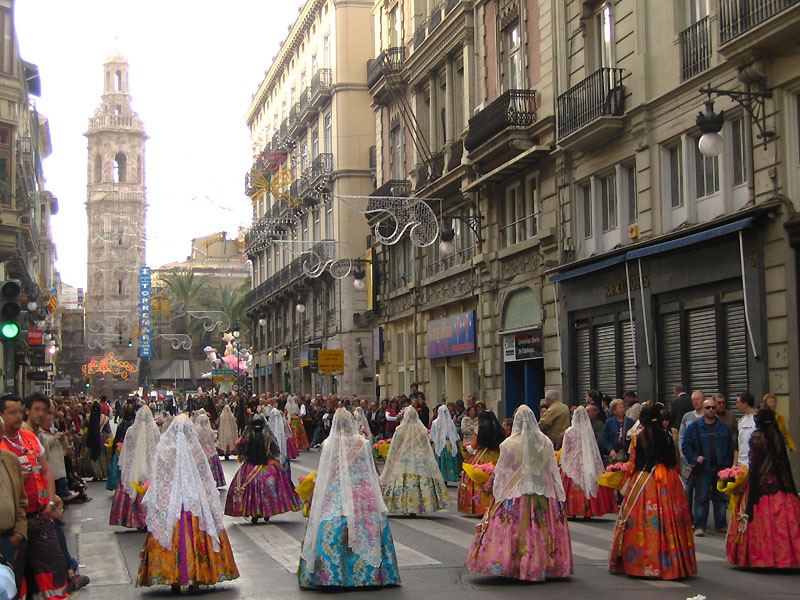
Processó de falleres al dia de l'Ofrena, a València

L'Ofrena de flors, dins l'àmbit faller, és la que es fa a la Mare de Déu dels Desamparats durant la celebració de les Falles. Moltes poblacions d'Espanya solen fer açò a les seues respectives patrones, entre elles a la Mare de Déu de la Mar a Benicarló, a la Mare de Déu de Remei a Alacant (1941), i a la Mare de Déu del Pilar a Saragossa.

## L'ofrena de flors de les Falles de València
L'Ofrena és un dels aspectes més religiosos de les Falles de València, les quals tenen el seu origen precisament en ritus pagans. Es fa des del 1945. Els dies 17 i 18 de març, totes les falleres de les 370 comissions falleres, amb els millors exemples d'indumentària tradicional valenciana i acompanyades per centenars de bandes de música, fan processó fins a la Plaça de la Verge per oferir un ram de clavells a la Mare de Déu. Parteixen de dos punts: l'Albereda i la plaça de Sant Agustí i el seu entorn. Les dues desfilades entren a la plaça de la Seu o de la Mare de Déu, la primera pel carrer del Palau i el passatge que hi ha entre la Basílica de la Mare de Déu i la Seu, i la segona desfilada entra pel carrer del Miquelet. En entrar a la plaça, la banda que acompanya la comissió sol tocar el pas-doble València, o bé l'Himne Regional.
L'origen de l'Ofrena és exactament posterior a la Guerra Civil, l'any 1941, quan unes clavarieses van començar el ritu. En anys posteriors, aquesta activitat fou recollida per les comissions falleres de l'època franquista.
L'objectiu és el de vestir amb un mant de flors la Mare de Déu, que consisteix a engalonar un escarafall gegant de fusta, que a poc a poc pren la forma de la Mare de Déu. Les falleres donen el seu ram als vestidors de la Mare de Déu, que és una colla d'entre quinze i vint homes que van omplint el mant d'una gran imatge de la Mare de Déu dels Desamparats que hi ha al mig de la plaça, d'uns dotze metres d'alçada, amb la cara dirigida vers les comissions entrants. La flor predominant és el clavell (degut a la seua resistència a la calor), i els colors són sempre els mateixos: roig, blanc, rosat i amb detalls de morat o blau. El disseny canvia tots els anys, i d'acord amb el patró, les comissions estan coordinades per la Junta Central Fallera per portar un determinat color i espècie de flor.
A més, moltes comissions porten grans cistells adornats, amb moltes varietats de flors que es deixen entre el Cadafalc de la imatge i la font del Túria. Des de l'any 2008 hi ha també un concurs de cistells. Una vegada finalitzada l'entrega dels rams, les comissions ixen de la plaça pel carrer de Cavallers i pel carrer del Palau de Benicarló. Si l'entrada a la plaça és solemne i emocionant, l'eixida és alegre i festiva.
Tanca l'ofrena el primer dia la fallera major infantil i el segon dia la fallera major de València.
Un gran tèndol blau i blanc es disposa entre la Basílica i un edifici a l'altra banda, per tal de cobrir la Mare de Déu de possibles pluges. Arreu del font de la plaça, es deixa encara més flors i també una mena de pessebre fet per cada falla. Contra les parets de la Basílica de la Mare de Déu dels Desamparats, es disposen escarafalls on es fiquen encara més flors. Les darreres falleres en fer l'ofrena sempre són la fallera infantil i la fallera major, els màxims representants de la festa.
És un dels elements principals de la festa, que es realitza dos dies abans de la seua culminació, el 19 de març.